# Anthony Limbombe
 Anthony Limbombe Ekango (* 15. Juli 1994 in Mechelen, Flandern) ist ein belgischer Fußballspieler, der auf der Position des Stürmers spielt.

## Karriere

### Vereinskarriere
Anthony Limbombe spielte in seiner Jugend von 2005 bis 2009 für die Jugendabteilungen verschiedener Vereine, darunter bei KV Mechelen und dem KRC Genk. 2009 startete Limbombe schließlich seine Profikarriere beim KRC Genk in der belgischen ersten Liga, bei dem er seitdem unter Vertrag steht. Sein Ligadebüt gab Limbombe am 18. September 2010 beim 3:1-Sieg gegen Sporting Lokeren. 2014 wurde Limbombe innerhalb der ersten Liga zum Lierse SK verliehen.
In der Saison 2014/15 wechselte er zu NEC Nijmegen, der damals in der zweithöchsten niederländischen Liga, der Eerste Divisie, spielte. In der Folgesaison gelang der Aufstieg in die Eredivisie. Nach zwei Jahren kehrte Limbombe nach Belgien zum FC Brügge zurück. In der Saison 2018/19 spielte er beim französischen Verein FC Nantes.
Für die Saison 2019/20 wurde er von Nantes an den belgischen Erstdivisionär Standard Lüttich mit anschließender Kaufoption ausgeliehen. Nachdem Limbombe infolge einer Knieverletzung seit Mitte Oktober 2019 nicht mehr spielen konnte, einigten sich die Vereine Mitte Dezember 2019 darauf, die Ausleihe per 31. Dezember 2019 zu beenden.
Nach einem Rechtsstreit und einer permanenten Verbannung aus dem Profikader wurde der Vertrag in Nantes Anfang April 2022 in beidseitigem Einverständnis aufgelöst. Zur folgenden Spielzeit ging Limbombe dann in die Niederlande zum Zweitligisten Almere City.

### Nationalmannschaft
Zwischen 2010 und 2012 hatte Limbombe mehrere Einsätze in belgischen Jugend-Nationalmannschaften. Am 27. März 2018 spielte er in der Nationalmannschaft im Freundschaftsspiel gegen Saudi-Arabien. Danach kam es bis Dezember 2019 zu keinen weiteren Einsätzen in der Nationalmannschaft.

## Erfolge
- Belgischer Meister: 2011, 2018
- Belgischer Pokalsieger: 2013

## Auszeichnungen
- Ebbenhouten Schoen: 2018